# Kreis Le Chenit
| Kreis Le Chenit           | Kreis Le Chenit    |
| Basisdaten                | Basisdaten         |
| ------------------------- | ------------------ |
| Staat:                    | Schweiz            |
| Kanton:                   | Waadt (VD)         |
| Bezirk:                   | Grandson           |
| Hauptort:                 | Concise            |
| Fläche:                   | 99,19 km²          |
| Einwohner:                | 4'704 (31.12.2023) |
| Bevölkerungsdichte:       | 47 Einw. pro km²   |
| Aufgehoben am:            | 31. Dezember 2006  |
| Karte                     |                    |
| Karte von Kreis Le Chenit |                    |

Der Kreis Le Chenit (französisch Cercle du Chenit) war bis zur Bezirksreform vom September 2006 ein waadtländischer Kreis des Bezirks La Vallée in der Schweiz. Auf den 1. September 2006 wurde er wie alle anderen Waadtländer Kreise ersatzlos aufgehoben. Der Kreis bestand bis August 2006 aus der einzigen Gemeinde Le Chenit mit dem Verwaltungssitz in Le Sentier. Ausser Le Sentier umfasste der Kreis noch die Ortschaften Le Brassus, L’Orient und Le Solliat sowie viele verschiedene kleinere Dörfer und Weiler im Vallée de Joux. Hauptfluss des Kreises war die Orbe, die im Norden in den Lac de Joux mündete. 